# 이나리호
이나리호(핀란드어: Inarijärvi 이나리얘르비[*], 북부 사미어: Anárjávri 아나랴브리, 이나리 사미어: Aanaarjävri 아나럐브리, 스콜트 사미어: Aanarjäuʹrr 아나럐우르, 스웨덴어: Enare träsk, 노르웨이어: Enaresjøen)는 핀란드 북부 라피 지역의 호수다. 사프미 지역에서 가장 큰 호수이며 핀란드에서 세 번째로 큰 호수다. 북극권 이북에 있다. 해발고도 117-119m에 위치해 있으며, 11월에서 6월 사이에는 얼어붙는다.
호수 안에 3천 개가 넘는 자잘한 섬들이 있는데, 그 중 하우투마섬과 우코섬이 유명하다. 하우투마는 "묘지"라는 뜻으로, 고대 사미인들이 묘지로 사용했다. 우코 섬은 고대에 우랄 신화의 우코 신에게 희생제의가 이루어졌던 곳이다.  어종은 청어, 연어, 북극곤들매기, 송어, 살기, 농어, 강꼬치고기가 있다.
면적은 1,040m²로, 호수의 물은 북쪽의 파츠강을 통해 노르웨이의 바랑게르 협만으로 흘러들어가 바렌츠해로 유출된다.
이 호수는 신생대의 단층 활동으로 형성된 지구대에 물이 차 만들어진 것이다.